# Aquilegia holmgrenii
Aquilegia holmgrenii är en ranunkelväxtart som beskrevs av Stanley Larson Welsh och N.D.Atwood. Aquilegia holmgrenii ingår i släktet aklejor, och familjen ranunkelväxter. Inga underarter finns listade i Catalogue of Life.